# Darryl Johansen
Darryl Keith Johansen (Melbourne, 4 febbraio 1959) è uno scacchista australiano.
Nel 1995 diventò il secondo australiano, dopo Ian Rogers, ad ottenere il titolo di Grande Maestro.
Sei volte vincitore del Campionato australiano (1984, 1988, 1990, 2000, 2002 e 2012). 
Dal 1980 al 2010 ha rappresentato l'Australia in 14 Olimpiadi degli scacchi.
Alcuni risultati di torneo:
- 1984 – vince il torneo Phillips & Drew di Londra;
- 1987 – vince la prima edizione del torneo "Australian Masters";
- 2002 – vince il torneo zonale dell'Oceania, acquisendo il diritto a partecipare al Campionato del mondo FIDE 2004;[3]
- 2009 – vince il "Sydney International Open" con 7/9, per spareggio tecnico su Abhijit Kunte e Gawain Jones;
- 2012 – vince il Queenstown Chess Classic, per spareggio tecnico su Li Chao e Zhao Jun.[4]

Johansen è attualmente co-direttore della scuola di scacchi "Chess Ideas" di Melbourne.